# 3676 Hahn
3676 Hahn este un asteroid din centura principală, descoperit pe 3 aprilie 1984 de Edward Bowell.